# AMC-6
AMC-6 (ehemals GE-6, auch Rainbow 2) ist ein kommerzieller Kommunikationssatellit des niederländischen Satellitenbetreibers SES S.A.

## Geschichte
Der Satellit wurde ursprünglich als GE-6 für den US-amerikanischen Satellitenbetreiber GE Americom gebaut. Der Start erfolgte am 21. Oktober 2000 auf einer russischen Proton-M-Trägerrakete vom Kosmodrom Baikonur in einen Geotransferorbit. GE-6 wurde bei seiner geostationären Position auf 72° West in Betrieb genommen. Aktuell ist der Satellit bei 139° West stationiert.
Im Jahr 2001 wurde GE Americom an SES verkauft und hieß von dort an SES Americom. Der Satellit wurde in AMC-6 umbenannt. Ab 2009 wurde der Satellit dann von SES World Skies betrieben.
Im November 2004 gab Rainbow Media (heute AMC Networks) bekannt, dass sie 16 der insgesamt 52 Transponder anmieten würden. Diese Nutzlast wurde Rainbow 2 getauft.

## Technische Daten
Lockheed Martin baute GE-6 auf Basis ihres Satellitenbusses der A2100-Serie. Der Satellit ist mit 24 C- und 28 Ku-Band-Transpondern ausgerüstet. Er ist dreiachsenstabilisiert und wog beim Start ca. 3,9 Tonnen. Außerdem wird er durch zwei große Solarmodule und Batterien mit Strom versorgt und besaß eine geplante Lebensdauer von 15 Jahren, welche er bereits übertroffen hat.